# Berky Ferenc (színművész)
Berky Ferenc; Bauer (Székesfehérvár, 1855. október 14. – Budapest, 1917. március 8.) magyar színész, színházi rendező, színigazgató. Berky Lili, Berky József és Berky Kató édesapja.

## Életútja
Bauer József kocsmáros és Prilisauer Terézia fia. 1873. január 1-jén lett színésszé, Székesfehérvárott, Bokody Antal társulatánál, ahol első fellépte az Angyal Bandi című népszínmű Gyárfás pincemester szerepében volt. 1889-ben Krecsányi Ignáchoz szerződött, akinél tíz évig működött, mint drámai és szerelmes színész és rendező. Közben vidéki igazgató volt, majd a Nemzeti Színház kötelékébe jutott. 1898. január 19-én Temesvárott megünnepelte 25 éves jubileumát a Lear királyban. 1908. január 1-jén nyugalomba vonult. Felesége Horváth Teréz (Kiscell, 1844.–?) színésznő, aki 1860-ban kezdte pályafutását Szuper Károlynál, s 25 évig működött a színi pályán.

## Fontosabb szerepei
- Theseus (Shakespeare: Szentivánéji álom)
- Brault (Sardou: Thermidor)
- Gara (Dobsa: V. László)
- Lear király (Shakespeare)

## Működési adatai
1873: Bokody Antal; 1874: Aranyossy Gyula, Bokody Antal; 1876–78: Mosonyi Károly; 1878–81: Beödy Gábor; 1881: Csóka Sándor; 1882: Saághy Zsigmond; 1884: Jakab Lajos; 1885: Bogyó Alajos; 1886: Saághy Zsigmond; 1887: Nagy Vince, Miklósy György; 1888: Csóka Sándor; 1889–90: Krecsényi Ignác; 1900: Deák Péter; 1902: Földesi.
Igazgatóként: 1902: Újbánya; 1903–05: Szamosújvár, Fogaras.